# Costești (okręg Hunedoara)
Costești – wieś w Rumunii, w okręgu Hunedoara, w gminie Orăștioara de Sus. W 2011 roku liczyła 450 mieszkańców.